# Plestia oceanica
Plestia oceanica är en insektsart som först beskrevs av Benoit-Philibert Perroud och Xavier Montrouzier 1864.  Plestia oceanica ingår i släktet Plestia och familjen Ricaniidae. Inga underarter finns listade i Catalogue of Life.